# Juan Carlos Bianchi
Juan Carlos Bianchi (Caracas, 22 de janeiro de 1970) é um ex-tenista profissional venezuelano.
Juan Carlos Bianchi disputou os Jogos Olímpicos de 1996 ao lado de Nicolás Pereira.